# Дъщерите на Маклауд
Дъщерите на Маклауд е австралийски драматичен сериал, който започва да се излъчва през август 2001 г. Това е първият сериал заснет изцяло в Южна Австралия.
След смъртта на жената и сина си бащата на Клер – Джак Маклауд, се жени повторно за Рут Силвърман. Резултат от тази връзка е Тес Маклауд. Двете сестри са разделени, когато Тес става на пет години. Двайсет години по-късно, след смъртта на Джак, те наследяват ранчото Drover's Run. След като Клер уволнява работниците, тя и Тес заедно с икономката Мег Фаунтин, дъщеря ѝ Джоуди и местното момиче Беки решават да управляват имота сами.
McLeod's Daughters – Дъщерите на Маклауд
Жанр: драма
- Aaron Jeffery е Алекс Райън – 2001-2008, 225 епизода.
- Rachael Carpani е Джоуди – 2001-2007, 2008, 178 епизода.
- Simmone Jade Mackinnon е Стиви Хол Райън – 2003-2008, 164 епизода.
- Bridie Carter е Тес Силвърман Маклауд Райън – 2001-2006, 135 епизода.
- Michaela Banas е Кейт Манфреди – 2004-2008, 134 епизода.
- Myles Pollard е Ник Райън – 2001-2006, 125 епизода.
- Brett Tucker е Дейв – 2003-2006, 114 епизода.
- Sonia Todd е Мег – 2001-2007, 106 епизода.
- Doris Younane е Мойра Дойл – 2001-2003, 2005-2008, 99 епизода.
- Zoe Naylor е Рийгън – 2005-2008, 90 епизода.
- Luke Jacobz е Патрик – 2005-2008, 89 епизода.
- Lisa Chappell е Клеър Маклауд – 2001-2003, 73 епизода.
- Jessica Napier е Беки – 2001-2003, 70 епизода
- Gillian Alexy е Тейлър – 2006-2008, 64 епизода.
- Matt Passmore е Маркъс Търнър – 2007-2008, 63 епизода.
- Abi Tucker е Грейс Маклауд – 2007-2008, 54 епизода.
- Dustin Clare е Райли – 2006-2008, 50 епизода.
- Edwina Ritchard е Jasmine Маклауд – 2004, 2008, 34 епизода.
- Jonny Pasvolsky е Роб/Мат – 2005-2007

- сезони:8

## „Дъщерите на Маклауд“ в България
В България сериалът се излъчва по Hallmark.